# Canon Fronsac
Canon Fronsac o Côtes Canon Fronsac es un vino tinto con denominación de origen de la región vinícola de Burdeos. Las disposiciones del decreto de 1 de julio de 1939 que definían la denominación "Côtes Canon Fronsac" se aplican igualmente a la denominación "Canon Fronsac". Sólo tienen derecho a estas denominaciones determinadas parcelas de las comunas de Fronsac y Saint-Michel-de-Fronsac. 
Las variedades autorizadas son: cabernet, bouchet, malbec o pressac y merlot. A partir de la cosecha de 1961, todo productor de vino de la denominación que tuviera parcelas dentro de sus límites con híbridos no podría reivindicar el derecho a usar la denominación.
El reconocimiento del Canon Fronsac como appellation d'origine contrôlée (AOC) data de 1935. A partir de 2011, es una denominación de origen protegida (PDO) ante la Unión Europea.